# فايت ديتريش
فايت ديتريش (بالألمانية: Veit Dietrich)‏ هو أستاذ جامعي وكاتب ألماني، ولد في 8 ديسمبر 1506 في نورنبرغ في ألمانيا، وتوفي بنفس المكان في 25 مارس 1549.